# 女子美术大学
女子美术大学（英語：Joshibi University of Art and Design）位于日本东京都杉并区和田1－49－8，为日本私立大学，1949年由女子美術專門學校改制成立，简称女子美。

## 沿革
- 1900年，私立女子美术学校设立。
- 1901年，东京市本乡区本乡弓钉（现在的东京都文京区本乡）的校舍开校。
- 1908年，弓钉校舍因火灾损失。
- 1909年，本乡菊坂钉新校舍落成。
- 1915年，付属高等女学校开校。
- 1916年，付属高等女学校、私立佐藤高等女学校改称。
- 1919年，私立女子美术学校、女子美术学校改称。
- 1929年，旧制专门学校升格、女子美术专门学校改称。
- 1935年，女子美术专门学校搬迁到杉并区和田本钉（现在的杉并区和田）。
- 1947年，学制改革，新制佐藤中学校开设。
- 1950年，女子美术大学短期大学部并设。
- 1966年，艺术学部美术学科、絵画科·艺术学科改组。
- 1980年，创立80周年纪念式典举行。
- 1990年，相模原校舍开校。
- 1994年，大学院美术研究科前期博士课程、相模原校舍设置。
- 1996年，大学院美术研究科后期博士课程、相模原校舍设置。
- 2000年，创立100周年纪念式典举行。
- 2005年，大学院美术研究科艺术文化专攻设置。
- 2010年，创立110周年纪念式典举行。
- 2012年，艺术学部美术学科美术教育专攻、相模原校舍新设。

## 院系
- 艺术学部
- 短期大学部
- 美术研究科
- 绘画学科
- 工艺学科
- 立体艺术学科
- 设计学科
- 媒体艺术学科
- 流行造型学科
- 艺术学科

### 大学院
- 美术专攻（硕士课程）
- 设计专攻（硕士课程）
- 艺术文化专攻（硕士专攻）
- 美术专攻（博士课程）